# 锺世镇
钟世镇（1925年9月24日—），广东五华人，中国临床解剖学专家，中国工程院院士。

## 生平
1925年，出生于广东梅州。1942年，就读于广东梅州乐育中学。
1944年，参加中国青年军，隶属国民政府中国青年军第三十一军209师625团。1945年，退伍复员。
1946年，报考国立中山大学医学院，师从叶鹿鸣教授。1950年，在组织的安排下率一名团员进入中山大学医学院解剖教研室。1951年，作为中山大学医学院解剖教研室实习助教。1952年，毕业于中山大学医学院获学士学位，调入第六军医大学解剖学教研室任助教，进入军队编制，同古乐梅结婚。1954年，因第六军医大学合并至第七军医大学工作单位变更。1960年，授予上尉军衔、级别正连职。
1966年，文化大革命时因早年参加过中国青年军，成了第七军医大学内控制使用人员，从事和解剖相关的工作，制作标本。1975年，因第七军医大学更名为第三军医大学工作单位变更。
1977年，从第三军医大学调入第一军医大学。1979年，在第一军医大学提拔为副教授。1981年4月，加入中国共产党。1985年，晋升为第一军医大学教授，编著国际第一部《显微外科解剖学》。
1997年，当选为中国工程院院士隶属医药卫生学部。
2001年，建立了“广东省创伤救治科研中心”，并担任主任。
2002年，担任数字化虚拟人系列研究课题组负责人。2003年，完成了“中国数字人女Ⅰ号”。2004年，因第一军医大学更名为南方医科大学工作单位变更。2005年，完成了“中国虚拟人男Ⅰ号”。
2009年，获得“广东科技突出贡献奖”。

## 论著

### 书籍
- 显微外科解剖学.人民卫生出版社，1984
- 腹盆部血管解剖学.科学出版社，1987
- 临床解剖学丛书:头颈部分册.人民卫生出版社，1988
- 显微外科解剖学基础.科学出版社，1995
- 临床应用解剖学.人民军医出版社，1998
- 美容应用解剖学.江西高校出版社，1999
- 显微外科临床解剖学.山东科学技术出版社，2000
- 现代临床解剖学丛书.山东科学技术出版社，2000
- 认识我们自己.北京教育出版社北京少年儿童出版社，2002
- 系统解剖学.高等教育出版社，2003
- 系统解剖学学习指导与习题解析.高等教育出版社，2004
- 数字人和数字解剖学.山东科学技术出版社，2004
- 钟世镇临床解剖学图谱全集 .山东科学技术出版社，2005
- 认识我们自己.江苏人民出版社，2008
- LWW解剖图谱（注：翻译人员）.北京科学技术出版社，2010
- Medical functional experimentation.科学出版社，2012
- 钟世镇院士集.人民军医出版社，2013